# 小行星7762
小行星7762（英語：7762）是一颗围绕太阳公转的小行星。1990年9月18日，亨利·E·霍爾特在帕洛马山发现了此天体。
这颗小行星的绝对星等为293.11050等。